# نبیسکو
نبیسکو (انگلیسی: Nabisco)تولیدکنندهٔ آمریکایی کلوچه (بیسکویت) و اسنک مستقر در هانوفر شرقی نیوجرسی است. این شرکت، شرکت تابعه شرکت مستقر در ایلینوی موندلیز است. کارخانه نبیسکو در شیکاگو، a ۱٬۸۰۰٬۰۰۰-فوت-مربع (۱۷۰٬۰۰۰-متر-مربع) در 7300 S. Kedzie Avenue, بزرگترین شیرینی پزی در جهان است، که بیش از ۱٬۲۰۰ را استخدام کرده است و سالی ۳۲۰ میلیون پاوند محصول تولید می‌کند.